# ديوبري (ألبرتا)
ديوبري (بالإنجليزية: Dewberry, Alberta)‏ هي قرية تقع في كندا في ألبرتا. يقدر عدد سكانها بـ 201 نسمة ومساحتها 0.84 كم2 وترتفع عن سطح البحر 600 متر.